# Światowy Dzień Sprawiedliwości Społecznej
Światowy Dzień Sprawiedliwości Społecznej (ang. World Day of Social Justice) –  ogłoszony przez Zgromadzenie Ogólne ONZ i obchodzony corocznie 20 lutego. 
Pierwsze obchody odbyły się w roku 2009. Decyzja została podjęta 26 listopada 2007 na 62. sesji Zgromadzenia.
Ideą tego dnia jest promowanie wysiłków na rzecz zmniejszenia ubóstwa, wykluczenia społecznego i bezrobocia.
Liczące 192 członków Zgromadzenie przyjęło jednogłośnie rezolucję, w której wzywa kraje członkowskie, by poświęciły ten dzień promocji inicjatyw, które na poziomie krajowym wspierają realizację celów i założeń przyjętych na Światowym Szczycie na rzecz Rozwoju Społecznego (Kopenhaga, 6-12.03.1995) oraz na 24. sesji specjalnej Zgromadzenia Ogólnego w Genewie, zatytułowanej „Światowy Szczyt na rzecz Rozwoju Społecznego i przyszłe lata: osiągnięcie rozwoju społecznego przez wszystkich ludzi na świecie ulegającym globalizacji” (Szczyt Społeczny + 5).
Rządy, które spotkały się w ramach Szczytu, zobowiązały się wspierać walkę z ubóstwem, dążenie do pełnego zatrudnienia i integracji społecznej poprzez realizację nadrzędnych celów rozwojowych.
Podczas prac nad koncepcją Światowego Dnia Sprawiedliwości Społecznej Zgromadzenie "uznało potrzebę konsolidacji dalszych działań podejmowanych przez społeczność międzynarodową w zakresie walki z ubóstwem, promocji pełnego i godnego zatrudnienia, równości płci, dostępu do świadczeń socjalnych i sprawiedliwości dla wszystkich obywateli".